# Wasa Royals 2024
Questa voce raccoglie le informazioni riguardanti i Wasa Royals nelle competizioni ufficiali della stagione 2024.

## Maschile

### Vaahteraliiga 2024

#### Stagione regolare
| Helsinki 16 maggio 2024, ore 18:30 1ª giornata | Helsinki Roosters | 28 – 12 (7-0 14-12 7-0 0-0) referto | Wasa Royals | Velodromo di Helsinki |

| Seinäjoki 23 maggio 2024, ore 18:30 2ª giornata | Seinäjoki Crocodiles | 32 – 14 (6-7 0-7 14-0 12-0) referto | Wasa Royals | Wirokit Stadion |

| Porvoo 2 giugno 2024, ore 16:30 3ª giornata | Porvoon Butchers | 50 – 13 (6-0 22-6 14-0 8-7) referto | Wasa Royals | Porvoon Keskuskenttä |

| Helsinki 14 giugno 2024, ore 18:30 5ª giornata | Helsinki Wolverines | 27 – 41 (14-7 7-13 6-14 0-7) referto | Wasa Royals | Velodromo di Helsinki |

| Lohja 29 giugno 2024, ore 16:30 6ª giornata | Lohja Crusaders | 20 – 32 (14-12 0-0 0-14 6-6) referto | Wasa Royals | Harjun kenttä |

| Kuopio 6 luglio 2024, ore 16:30 7ª giornata | Kuopio Steelers | 28 – 13 (6-0 0-0 8-6 14-7) referto | Wasa Royals | Väinölänniemen stadion |

| Vaasa 19 luglio 2024, ore 18:30 9ª giornata | Wasa Royals | 42 – 28 (14-7 21-0 7-7 0-14) referto | Helsinki Wolverines | Kaarlen kenttä |

| Vaasa 27 luglio 2024, ore 16:30 10ª giornata | Wasa Royals | 37 – 41 (7-0 14-14 7-7 9-20) referto | Lohja Crusaders | Kaarlen kenttä |

| Vaasa 2 agosto 2024, ore 18:30 11ª giornata | Wasa Royals | 27 – 33 (7-6 7-6 7-8 6-13) referto | Kuopio Steelers | Kaarlen kenttä |

| Vaasa 10 agosto 2024, ore 16:30 12ª giornata | Wasa Royals | 7 – 14 (0-0 0-7 0-0 7-7) referto | Porvoon Butchers | Kaarlen kenttä |

| Vaasa 16 agosto 2024, ore 18:00 13ª giornata | Wasa Royals | 20 – 49 (0-14 7-14 7-21 6-0) referto | Seinäjoki Crocodiles | Kaarlen kenttä |

| Vaasa 22 agosto 2024, ore 18:00 14ª giornata | Wasa Royals | 17 – 14 (7-0 0-6 0-0 10-8) referto | Helsinki Roosters | Kaarlen kenttä |

### Statistiche di squadra
| Competizione      | %Vittorie | In casa | In casa | In casa | In casa | In casa | In casa | In trasferta | In trasferta | In trasferta | In trasferta | In trasferta | In trasferta | Totale | Totale | Totale | Totale | Totale | Totale |
| Competizione      | %Vittorie | G       | V       | N       | P       | Pf      | Ps      | G            | V            | N            | P            | Pf           | Ps           | G      | V      | N      | P      | Pf     | Ps     |
| ----------------- | --------- | ------- | ------- | ------- | ------- | ------- | ------- | ------------ | ------------ | ------------ | ------------ | ------------ | ------------ | ------ | ------ | ------ | ------ | ------ | ------ |
| Stagione regolare | .333      | 6       | 2       | 0       | 4       | 150     | 179     | 6            | 2            | 0            | 4            | 125          | 185          | 12     | 4      | 0      | 8      | 275    | 364    |
| Totale            | .333      | 6       | 2       | 0       | 4       | 150     | 179     | 6            | 2            | 0            | 4            | 125          | 185          | 12     | 4      | 0      | 8      | 275    | 364    |

### Statistiche personali

#### Marcatori
| Giocatore  | Ruolo | TD rush | TD recv | TD int | TD p.ret | TD k.ret | TD oth | Xp1 | Xp2 | FG | Saf | Totale |
| ---------- | ----- | ------- | ------- | ------ | -------- | -------- | ------ | --- | --- | -- | --- | ------ |
| Jalloh     |       | 1       | 15      | 2      | 0        | 0        | 0      | 0   | 0   | 0  | 0   | 108    |
| Landers    |       | 10      | 0       | 0      | 0        | 0        | 0      | 0   | 0   | 0  | 0   | 60     |
| Kass       |       | 0       | 0       | 0      | 0        | 0        | 0      | 21  | 0   | 1  | 0   | 24     |
| Suoste     |       | 2       | 1       | 0      | 0        | 0        | 0      | 0   | 0   | 0  | 0   | 18     |
| Haapamäki  |       | 2       | 0       | 0      | 0        | 0        | 0      | 0   | 0   | 0  | 0   | 12     |
| Korkeamäki |       | 0       | 2       | 0      | 0        | 0        | 0      | 0   | 0   | 0  | 0   | 12     |
| West       |       | 0       | 0       | 0      | 0        | 0        | 0      | 8   | 0   | 1  | 0   | 11     |
| V. Mäkelä  |       | 0       | 1       | 0      | 0        | 0        | 0      | 0   | 1   | 0  | 0   | 8      |
| Lindfors   |       | 0       | 1       | 0      | 0        | 0        | 0      | 0   | 0   | 0  | 0   | 6      |
| Mänty      |       | 0       | 0       | 0      | 0        | 0        | 0      | 0   | 0   | 0  | 1   | 2      |
| Nettey     |       | 0       | 0       | 0      | 0        | 0        | 0      | 0   | 0   | 0  | 1   | 2      |
| Team       |       | 0       | 0       | 0      | 0        | 0        | 0      | 0   | 0   | 0  | 1   | 2      |

### Passer rating
| Giocatore | G | Att | Comp | Int | Yds | TD | NFL   | NCAA   |
| --------- | - | --- | ---- | --- | --- | -- | ----- | ------ |
| Landers   | 9 | 156 | 72   | 3   | 901 | 18 | 95,06 | 128,90 |
| Haapamäki | 5 | 88  | 37   | 4   | 439 | 2  | 46,54 | 82,36  |
| Luomala   | 1 | 1   | 0    | 0   | 0   | 0  |       |        |

## Femminile

### Naisten Vaahteraliiga 2024

#### Stagione regolare
| Helsinki 12 maggio 2024, ore 17:00 2ª giornata | Helsinki Wolverines | 30 – 0 (8-0 16-0 0-0 6-0) referto | Wasa Royals | Velodromo di Helsinki |

| Turku 2 giugno 2024, ore 12:00 3ª giornata | Turku Trojans | 29 – 0 (15-0 6-0 8-0 0-0) referto | Wasa Royals | Yläkenttä |

| Tampere 8 giugno 2024, ore 12:00 4ª giornata | Tampere Saints | 38 – 7 (16-0 8-0 14-0 0-7) referto | Wasa Royals | Pyynikin urheilukenttä |

| Oulu 15 giugno 2024, ore 13:00 5ª giornata | Oulu Northern Lights | 48 – 27 (13-0 15-14 20-6 0-7) referto | Wasa Royals | Castrenin urheilukeskus |

| Vaasa 7 luglio 2024, ore 15:00 7ª giornata | Wasa Royals | 7 – 47 (0-14 7-6 0-14 0-13) referto | Helsinki Wolverines | Kaarlen kenttä |

| Vaasa 14 luglio 2024, ore 15:00 8ª giornata | Wasa Royals | 0 – 44 (0-8 0-15 0-14 0-7) referto | Turku Trojans | Kaarlen kenttä |

| Vaasa 21 luglio 2024, ore 15:00 9ª giornata | Wasa Royals | 0 – 22 (0-0 0-8 0-8 0-6) referto | Tampere Saints | Kaarlen kenttä |

| Vaasa 28 luglio 2024, ore 15:00 10ª giornata | Wasa Royals | 27 – 35 (6-8 8-7 7-6 6-14) referto | Oulu Northern Lights | Kaarlen kenttä |

### Statistiche di squadra
| Competizione      | %Vittorie | In casa | In casa | In casa | In casa | In casa | In casa | In trasferta | In trasferta | In trasferta | In trasferta | In trasferta | In trasferta | Totale | Totale | Totale | Totale | Totale | Totale |
| Competizione      | %Vittorie | G       | V       | N       | P       | Pf      | Ps      | G            | V            | N            | P            | Pf           | Ps           | G      | V      | N      | P      | Pf     | Ps     |
| ----------------- | --------- | ------- | ------- | ------- | ------- | ------- | ------- | ------------ | ------------ | ------------ | ------------ | ------------ | ------------ | ------ | ------ | ------ | ------ | ------ | ------ |
| Stagione regolare | .000      | 4       | 0       | 0       | 4       | 34      | 148     | 4            | 0            | 0            | 4            | 34           | 145          | 8      | 0      | 0      | 8      | 68     | 293    |
| Totale            | .000      | 4       | 0       | 0       | 4       | 34      | 148     | 4            | 0            | 0            | 4            | 34           | 145          | 8      | 0      | 0      | 8      | 68     | 293    |

### Statistiche personali

#### Marcatrici
| Giocatrice   | Ruolo | TD rush | TD recv | TD int | TD p.ret | TD k.ret | TD oth | Xp1 | Xp2 | FG | Saf | Totale |
| ------------ | ----- | ------- | ------- | ------ | -------- | -------- | ------ | --- | --- | -- | --- | ------ |
| Similä       |       | 5       | 0       | 0      | 0        | 0        | 0      | 0   | 1   | 0  | 0   | 32     |
| Mäki-Haapoja |       | 3       | 0       | 0      | 0        | 0        | 0      | 0   | 1   | 0  | 0   | 20     |
| Masanen      |       | 0       | 0       | 0      | 0        | 0        | 0      | 6   | 0   | 0  | 0   | 6      |
| Nyman        |       | 0       | 1       | 0      | 0        | 0        | 0      | 0   | 0   | 0  | 0   | 6      |
| Tienvieri    |       | 1       | 0       | 0      | 0        | 0        | 0      | 0   | 0   | 0  | 0   | 6      |

### Passer rating
| Giocatore | G | Att | Comp | Int | Yds | TD | NFL   | NCAA  |
| --------- | - | --- | ---- | --- | --- | -- | ----- | ----- |
| Hjerpe    | 3 | 32  | 16   | 0   | 85  | 0  | 56,25 | 72,31 |
| Similä    | 8 | 150 | 47   | 3   | 388 | 1  | 34,58 | 51,26 |